# Talis-hegység

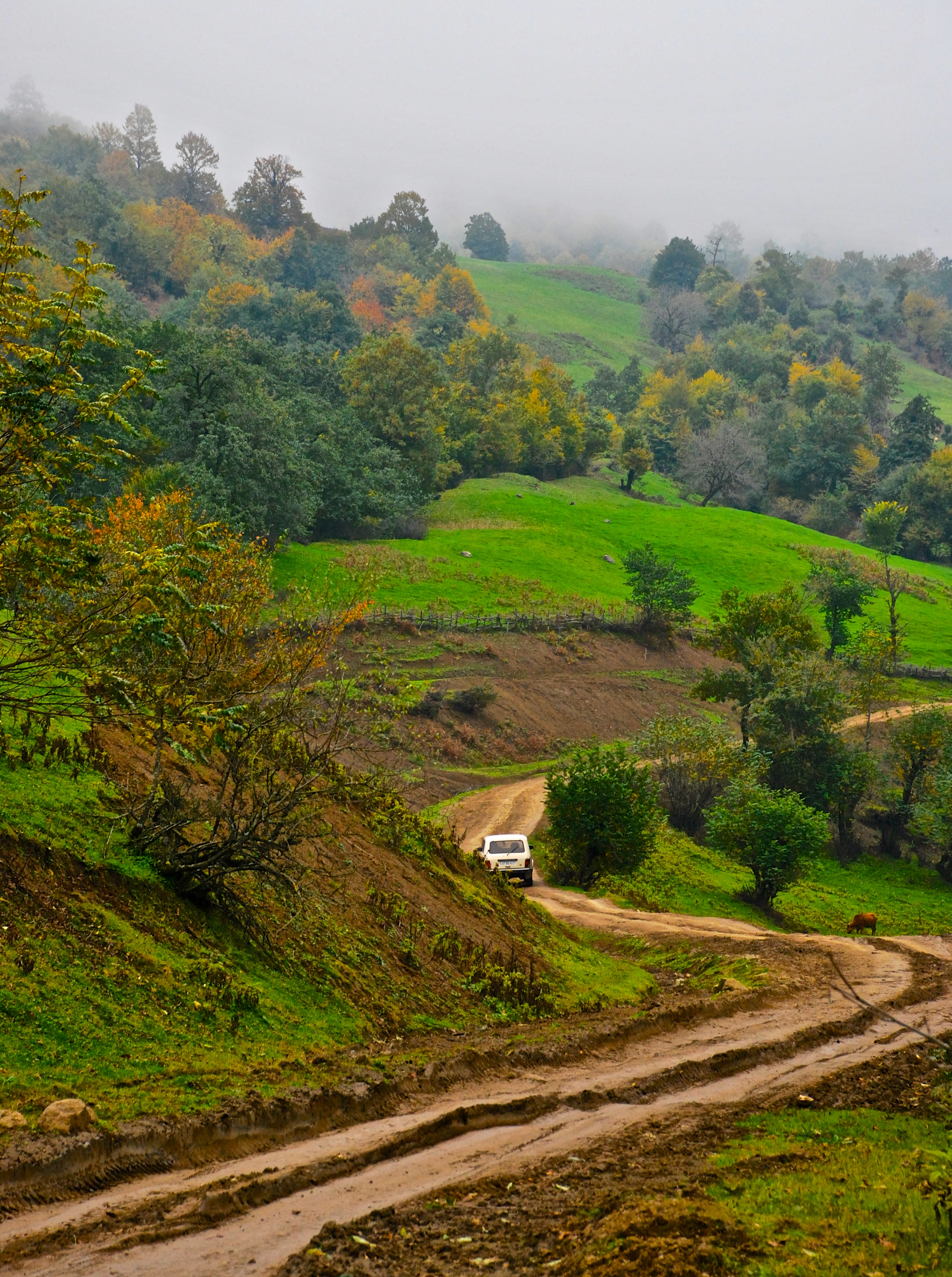
Thalish-hegység

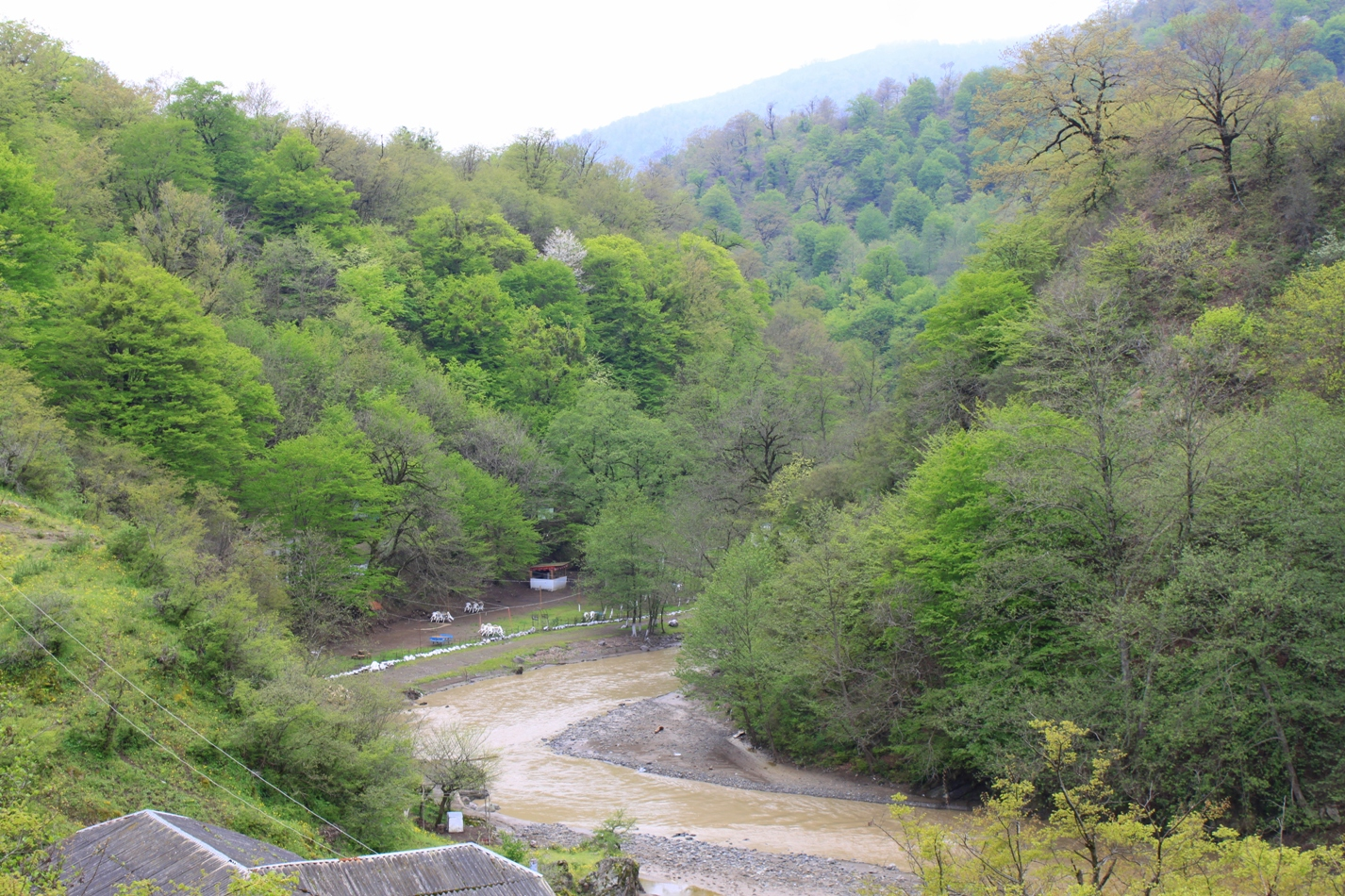
Thalish-hegység, részlet

A Talis-hegység (perzsa nyelven: کوههای تالش, azeri nyelven: Talış dağları) egy körülbelül 100 kilométer hosszú hegység délkelet Azerbajdzsánban és Irán északnyugati és délkeleti részén. Az Alborz hegység északnyugati alcsoportja a Kaszpi-tenger déli részén, az Iráni-fennsíkon.

## Fekvése
Az Alborz-hegység északnyugati részén található, és a délkelet-azerbajdzsáni Lenkoran-Alföldtől a Sefid Rud folyó alsó részéig húzódik Irán északnyugati részén.

## Geológia
Geológiailag főként a késő kréta kor vulkán-üledékes kőzeteiből áll, déli részein egy paleozoikum sáv, valamint egy triász és jura kőzetsáv, mindkettő északnyugat-délkeleti irányban található.

## Éghajlata
Keleti lejtőinek éghajlata körülbelül 600 m-ig nedves szubtrópusi, 1600 mm és 1800 mm közötti csapadékkal, ezért a hegység Azerbajdzsán és Irán egyik legcsapadékosabb régiója. 

## Leírása

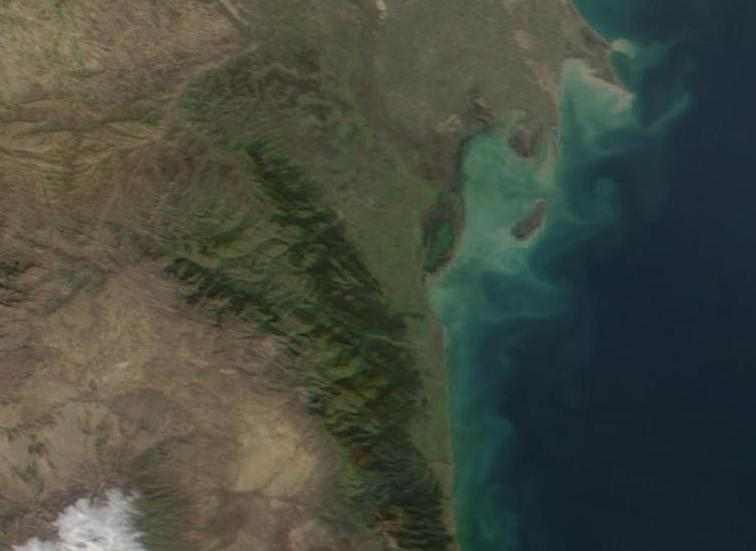
Talis-hegység az űrből

A hegység legmagasabb csúcsa 2477 m magasságával a Kömürgöy hegy,  hossza 100 km. A Talysh-hegység a Kis-Kaukázus rendszerének folytatása, amelytől az Araz-folyó alsó folyása választja el. 
Keleten a Kaszpi-tengertől a Talysh-alföld választja el, amely a Kaszpi-tenger partjának többi részéhez hasonlóan 28 méterrel a tengerszint alatt fekszik. A Kis-Kaukázus és a Talis-hegység összekötő kapocsként szolgál a Kis-Ázsia északi részén fekvő Pontic-hegység és az iráni Elburs-hegység között.
A hegyláncot mintegy 600 m-ig vegyes erdő borítja, amelyet mintegy 600 méter magasságban bükk-, tölgy- és gyertyános erdők, a felsőbb részeken pedig réti-sztyepp-növényzet borít, a hegység nyugati lejtőin pedig xerofita közösségek nőnek. 
A Kaszpi-tenger mentén elterülő nedves, félig szubtrópusi tengerparti alföldi részek, köztük a Lankaran-alföld is, a hegység keleti tövében fekszenek.
A Talis-hegység területén található a Hürkaniai Nemzeti Park egy része, amelyet 2003-ban alakítottak ki a Hürkaniai Állami Rezervátum helyén, a terület  harmadidőszaki reliktum (Flora hyrcana).
A Talis-hegység Azerbajdzsán területén közigazgatásilag az Azerbajdzsáni Köztársaság Astara, Lenkoran, Lerik, Masalli, Yardimli és Jalilabad régióiban, valamint Irán Namin, Astara, Fuman, Masal, Kolur és Masuli Shahrestans régiókban található. 
A Talis-hegység régiójában, Lankaran városának közelében találhatók a Khaftoninsky és Khavzovinsky termálforrások, Masalli város közelében pedig Arkevan termálforrásai vannak, és nem messze Astara városától is termálvizek jönnek a felszínre.

## Állatvilága
A Talis-hegységben korábban előfordult a Kaszpi tigris is.